# 王官人屯站
王官人屯站，位于山西省大同市阳高县王官屯镇，邮政编码038103，建于1911年，是京包铁路大张段的一个车站，距离北京站340公里，离包头站492公里，距上行车站阳高站15公里，距下行车站周士庄站26公里。该站隶属太原铁路局大同铁路分局。
本站及相邻上下行区间均为电气化区段，曾办理过客运业务（旅客乘降，行李、包裹托运）和货运业务（办理整车，不办理危险货物发到），时为四等车站，曾有4条股道和一条位于上下行正线之间的岛式站台，张家口站至大同站的普客6087次（今8187次）曾在本站停靠。后本站曾一度撤销封闭，站坪改为区间线路。至2020年4月30日，大同煤矿集团阳高热电公司开通运营，为此在原址恢复本站并从本站引出热电厂专用线，办理货运业务。目前本站不办理客运业务，仅为阳高热电有限公司专用线提供货运服务。